# Kanamarua hyatinthus
Kanamarua hyatinthus is een slakkensoort uit de familie van de Colubrariidae. De wetenschappelijke naam van de soort is voor het eerst geldig gepubliceerd in 1973 door Shikama.